# Kellye Nakahara
Kellye Nakahara (Oahu, Hawaï, VS, 16 januari 1948 – Pasadena, 16 februari 2020) was een Amerikaans actrice, vooral bekend geworden als Nurse Kellye in M*A*S*H. Ook speelde ze gastrollen in andere series en deed mee in enkele films. Ze was tevens een bekende kunstenares en deed aan liefdadigheid.

## Filmografie
- Sabrina, the Teenage Witch televisieserie - Pele (Afl., The Good, the Bad and the Luau, 1999)
- Dr. Dolittle (1998) - Beagle Woman
- NYPD Blue televisieserie - Schoonmaakster (Afl., Emission Impossible, 1997)
- Black Day Blue Night (1995) - Fat Mama
- 3 Ninjas Kick Back (1994) - Verpleegster Hino
- Growing Pains televisieserie - Rol onbekend (Afl., Paper Tigers, 1991)
- Shattered (1991) - Lydia (Merricks schoonmaakster)
- She's Having a Baby (1988) - Verpleegster in ziekenhuis
- Amazon Women on the Moon (1987) - Theatre Customer #4
- Clue (1985) - Mrs. Ho (the cook)
- Hunter televisieserie - Mrs. Kim (Afl., The Beach Boy, 1985)
- Otherworld televisieserie - G.P. Desk Sergeant (Afl., I Am Woman, Hear Me Roar, 1985)
- Lottery! televisieserie - Rol onbekend (Afl., Honolulu: 3 - 2 = 1, 1984)
- Matt Houston televisieserie - Charlene (Afl., Butterfly, 1983)
- M*A*S*H televisieserie - Nurse Kellye (71 afl., 1973-1983)
- Little House on the Prairie televisieserie - Japanse vrouw (Afl., Alden's Dilemma, 1982)

- Gemeinsame Normdatei: 1061424618
- Virtual International Authority File: 311621092
- WorldCat: E39PBJvCVBXMTYJt3GWR6ytMyd